# Бакман (тауншип, Миннесота)
Бакман (англ. Buckman) — тауншип в округе Моррисон, Миннесота, США. На 2000 год его население составило 717 человек.

## География
По данным Бюро переписи населения США площадь тауншипа составляет 141,4 км², из которых 141,3 км² занимает суша, а 0,1 км² — вода (0,09 %).

## Демография
По данным переписи населения 2000 года здесь находились 717 человек, 220 домохозяйств и 185 семей.  Плотность населения —  5,1 чел./км².  На территории тауншипа расположено 227 построек со средней плотностью 1,6 построек на один квадратный километр. Расовый состав населения: 99,58 % белых, 0,28 % азиатов и 0,14 % приходится на две или более других рас.
Из 220 домохозяйств в 45,9 % воспитывались дети до 18 лет, в 73,6 % проживали супружеские пары, в 2,7 % проживали незамужние женщины и в 15,9 % домохозяйств проживали несемейные люди. 12,7 % домохозяйств состояли из одного человека, при том 3,2 % из — одиноких пожилых людей старше 65 лет. Средний размер домохозяйства — 3,26, а семьи — 3,59 человека.
33,6 % населения — младше 18 лет, 9,3 % — в возрасте от 18 до 24 лет, 29,1 % — от 25 до 44, 19,5 % — от 45 до 64, и 8,4 % — старше 65 лет. Средний возраст — 30 лет. На каждые 100 женщин приходилось 122,7 мужчин.  На каждые 100 женщин старше 18 приходилось 124,5 мужчин.
Средний годовой доход домохозяйства составлял 45 489 долларов, а средний годовой доход семьи —  46 848 долларов. Средний доход мужчин —  28 846  долларов, в то время как у женщин — 24 306. Доход на душу населения составил 16 638 долларов. За чертой бедности находились 4,6 % семей и 6,8 % всего населения тауншипа, из которых 4,9 % младше 18 и 8,5 % старше 65 лет.